# Ad-Damun
Ad-Damun (arab. ‏الدامون‎) – nieistniejąca już arabska wieś, która była położona w Dystrykcie Akki w Mandacie Palestyny. Została wyludniona i zniszczona podczas I wojny izraelsko-arabskiej, po ataku Sił Obronnych Izraela w dniu 16 lipca 1948.

## Położenie
Ad-Damun leżała na granicy nadmorskiej równiny ze wzgórzami Zachodniej Galilei. Według danych z 1945 do wsi należały ziemie o powierzchni 2035,7 ha. We wsi mieszkało wówczas 1 310 osób.
| Własność gruntów | Powierzchnia gruntów [ha] |
| ---------------- | ------------------------- |
| Arabowie         | 1907,3                    |
| Żydzi            | 68,7                      |
| publiczne        | 59,7                      |
| Razem            | 2035,7                    |

| Rodzaj użytkowanych gruntów | Arabowie [ha] | Żydzi [ha] |
| --------------------------- | ------------- | ---------- |
| uprawy oliwek               | 48,4          | 0          |
| uprawy nawadniane           | 70,6          | 0,3        |
| uprawy zbóż                 | 1636,8        | 68,4       |
| nieużytki                   | 248,5         | 0          |
| zabudowane                  | 11,1          | 0          |

## Historia
W czasach krzyżowców tutejszą wieś nazywano Damar.
W okresie panowania Brytyjczyków Ad-Damun była dużą wsią. We wsi znajdował się jeden meczet oraz szkoła podstawowa dla chłopców.
Podczas I wojny izraelsko-arabskiej we wsi stacjonowały siły Arabskiej Armii Wyzwoleńczej, które paraliżowały żydowską w komunikację w rejonie. W trakcie operacji Dekel w nocy z 15 na 16 lipca 1948 wieś Ad-Damun zajęły siły izraelskie. Wysiedlono wówczas jej mieszkańców, a wszystkie domy wyburzono.

## Miejsce obecnie
Tereny wioski Ad-Damun w większości wchłonęło pobliskie arabskie miasto Kabul, a część terenów rolnych przejął utworzony w 1949 roku kibuc Jasur.
Palestyński historyk Walid Chalidi, tak opisał pozostałości wioski Ad-Damun: „Teren jest porośnięty cierniami, kaktusami, drzewami oliwnymi i sosnami. Wokół jest rozrzucony kamienny i betonowy gruz. Zachował się cmentarz, choć większość grobów jest zniszczona”.